# Jan Mrvík
Jan Mrvík (ur. 29 marca 1939 w Pradze, zm. 27 maja 2023) – czeski wioślarz reprezentujący Czechosłowację, brązowy medalista olimpijski.
Wystąpił na igrzyskach olimpijskich w Tokio w 1964, gdzie reprezentacja Czechosłowacji w składzie: Petr Čermák, Jiří Lundák, Jan Mrvík, Július Toček, Josef Věntus, Luděk Pojezný, Bohumil Janoušek, Richard Nový i Miroslav Koníček (sternik) zdobyła brązowy medal w ósemkach. W wyścigu finałowym o 6,88 sekundy przegrali z osadą USA i 1,82 sekundy z osadą Wspólnej Reprezentacji Niemiec. Był to jego jedyny start olimpijski.
W tej samej konkurencji zdobył też brązowy medal na mistrzostwach Europy w Kopenhadze (1963).
Brał też udział w mistrzostwach świata w Lucernie (1962) i mistrzostwach świata w Bledzie (1966), jednak nie stawał na podium. Był siedmiokrotnym mistrzem kraju. Po zakończeniu kariery został trenerem. W latach 1967–1976 prowadził kobiecą reprezentację Czechosłowacji, a następnie trenował w swoim macierzystym klubie - Slavoj Vyšehrad.